# Armand Parmentier
Armand Parmentier (Bélgica, 15 de febrero de 1954) es un atleta belga retirado especializado en la prueba de maratón, en la que ha conseguido ser subcampeón europeo en 1982.

## Carrera deportiva
En el Campeonato Europeo de Atletismo de 1982 ganó la medalla de plata en la carrera de maratón, recorriendo los 42,195 km en un tiempo de 2:15:51 segundos, llegando a meta tras el neerlandés Gerard Nijboer (oro con 2:15:16 segundos) y por delante del también belga Karel Lismont (bronce).